# Ogre Slayer
Ogre Slayer (鬼切 Onikirimaru) es una serie manga creado por la autora Kei Kusunoki. El manga ha sido adaptado en una serie de OVAs de 4 episodios. El manga y el anime fueron distribuidos en América del Norte por Viz Media, aunque sólo dos volúmenes del manga fueron distribuidos. El manga también fue publicado en Italia, pero solo publicaron los 4 primeros volúmenes. En España la serie de OVAs fue doblada en español, distribuida en VHS por Selecta Visión y emitida en AXN, Canal C: y en Buzz.

## Historia
Ogre Slayer es sobre un joven que caza ogros. El joven nació del cadáver de un ogro, es un oni nacido con el cuerpo y aspecto humano pero teniendo la sangre de un ogro puro humano. En lugar de haber nacido con cuernos semejantes a ogros los tradicionales japoneses nació con una espada. El joven no tiene nombre humano, pero lo llaman como a su espada, Onikirimaru, el asesino de Ogros. 

## Nota
En el idioma original Ogro es "Oni" que significa demonio de la tradición folclorica de Japón, aunque la traducción más correcta para la serie es "El asesino de demonios".